# ヴィゴール・ボボレンタ
ヴィゴール・ボボレンタ（Vigor Bovolenta, 1974年5月30日 - 2012年3月24日）は、イタリアの男子バレーボール選手。

## 来歴
イタリア共和国ヴェネト州ロヴィーゴ県ポルト・ヴィーロ出身。
1995年にナショナルチーム入り。1996年アトランタオリンピックにチーム最年少で出場し、銀メダル獲得に貢献した。12年後の2008年北京オリンピックに出場、準決勝でロシアに敗れて4位だった。
フォルリでプレーしていた2012年3月24日、リーグ戦の試合中に突然倒れて救急搬送されたが、病院で死亡が確認された。37歳没。彼には妻と4人の子供がおり、10月30日に5人目の子供が生まれた。
長男のアレッサンドロは2023年にイタリア代表入り。2024年にはパリオリンピック出場を果たした。

## 脚註
1. ↑  伊バレー選手が試合中に倒れ死亡 日刊スポーツ 2012年3月25日閲覧
2. ↑  Trauer um Vigor Bovolenta
3. ↑  Pizzimenti, Chiara (2023年8月29日). “Alessandro Bovolenta, la pallavolo nel cuore e nel cognome” (イタリア語). Vanity Fair Italia. 2024年9月9日閲覧。